# Liste der Baudenkmäler in Emskirchen
Auf dieser Seite sind die Baudenkmäler in dem mittelfränkischen Markt Emskirchen zusammengestellt. Diese Tabelle ist eine Teilliste der Liste der Baudenkmäler in Bayern. Grundlage ist die Bayerische Denkmalliste, die auf Basis des Bayerischen Denkmalschutzgesetzes vom 1. Oktober 1973 erstmals erstellt wurde und seither durch das Bayerische Landesamt für Denkmalpflege geführt wird. Die folgenden Angaben ersetzen nicht die rechtsverbindliche Auskunft der Denkmalschutzbehörde.
 Diese Liste gibt den Fortschreibungsstand vom 6. November 2021 wieder und enthält 63 Baudenkmäler.

## Baudenkmäler nach Gemeindeteilen

### Emskirchen
| Lage                                                       | Objekt                                            | Beschreibung | Akten-Nr.              | Bild           |
| ---------------------------------------------------------- | ------------------------------------------------- | --- | ---------------------- | -------------- |
| Ansbacher Straße 13 (Standort)                             | Schützenhaus                                      | Langgestreckter, eingeschossiger Fachwerkbau mit Halbmwalmdach, neu errichtet nach 1827                                                                               | D-5-75-121-3 Wikidata  | weitere Bilder |
| Bahnhofstraße 29 (Standort)                                | Bahnhof Emskirchen, Betriebshauptgebäude          | Dreigeschossiger Sandsteinquaderbau mit Satteldach, Lisenengliederung und hölzerner Bahnsteighalle, um 1865                                                           | D-5-75-121-4 Wikidata  | weitere Bilder |
| Erlanger Straße 1 (Standort)                               | Wohnhaus                                          | Zweigeschossiger Satteldachbau mit verputztem Fachwerkobergeschoss, 18. Jahrhundert                                                                                   | D-5-75-121-5 Wikidata  | weitere Bilder |
| Erlanger Straße 2 (Standort)                               | Ehemaliges Pfarrhaus                              | Zweigeschossiger, verputzter Walmdachbau, um 1800 | D-5-75-121-7           | weitere Bilder |
| Erlanger Straße 2 (Standort)                               | Pfeilerportal                                     | Sandsteinpfeiler mit Kugelaufsätzen und Wappenstein, bezeichnet „1734“                                                                                                | D-5-75-121-7           | weitere Bilder |
| Erlanger Straße 3 (Standort)                               | Ehemalige Zehntscheuer                            | Verputzter Satteldachbau mit giebelseitigem Stichbogenportal, ehemals bezeichnet „1779“                                                                               | D-5-75-121-6 Wikidata  | weitere Bilder |
| Hindenburgstraße 5 (Standort)                              | Wohnhaus                                          | Zweigeschossiger Walmdachbau mit Zwerchhaus, um 1800 | D-5-75-121-8 Wikidata  | weitere Bilder |
| Hindenburgstraße 7, vor dem Rathaus (Standort)             | Herkulesbrunnen                                   | Achtseitiges Steinbecken mit Skulpturenornament, mittig Steinpfeiler mit Steinskulptur des Herkules, Werkstatt des Elias Räntz, 1725                                  | D-5-75-121-29 Wikidata | weitere Bilder |
| Hindenburgstraße 7 (Standort)                              | Rathaus                                           | Zweigeschossiger Halbwalmdachbau, um 1800, verändert | D-5-75-121-9 Wikidata  | weitere Bilder |
| Hindenburgstraße 14 (Standort)                             | Zweigeschossiger Walmdachbau                      | Mit direkt anschließenden Anbauten, 1709 (dendrochronologisch datiert)                                                                                                | D-5-75-121-66 Wikidata | weitere Bilder |
| Hindenburgstraße 16 (Standort)                             | Gasthof Brandenburger Haus                        | Zweigeschossiger, verputzter Walmdachbau, Eingangsportal mit Pilastern und Dreiecksgiebel, bezeichnet „1784“                                                          | D-5-75-121-10 Wikidata | weitere Bilder |
| Hindenburgstraße 18 (Standort)                             | Ehemalige Hufschmiede                             | Zweigeschossiger Satteldachbau mit Fachwerkobergeschoss und -giebel, bezeichnet „1745“                                                                                | D-5-75-121-11 Wikidata | weitere Bilder |
| Hindenburgstraße 21 (Standort)                             | Ehemals Gasthaus Rotes Herz                       | Zweigeschossiger Giebelbau mit Satteldach und Zierfachwerk, 18. Jahrhundert                                                                                           | D-5-75-121-12 Wikidata | weitere Bilder |
| Hindenburgstraße 25 (Standort)                             | Wohnhaus                                          | Zweigeschossiger, traufseitiger Halbwalmdachbau mit Ecklisenen, 18. Jahrhundert                                                                                       | D-5-75-121-13 Wikidata | weitere Bilder |
| Hindenburgstraße 32 (Standort)                             | Wohnhaus                                          | Zweigeschossiger, traufseitiger Satteldachbau mit Ecklisenen, bezeichnet „1732“                                                                                       | D-5-75-121-14 Wikidata | weitere Bilder |
| Kellergasse 14, östlich entlang der Kellergasse (Standort) | Kellereingänge                                    | Einer bezeichnet „1792“ | D-5-75-121-15 Wikidata | weitere Bilder |
| Kirchplatz 2 (Standort)                                    | Evangelisch-lutherische Pfarrkirche St. Kilian    | Turm 13. Jahrhundert, Langhaus 1788–92 von Johann Gottlieb Riedel; mit Ausstattung                                                                                    | D-5-75-121-16 Wikidata | weitere Bilder |
| Kirchplatz 4, 6 (Standort)                                 | Ehemaliges Schulhaus                              | Zweigeschossiger Halbwalmdachbau, 18./19. Jahrhundert, Anbau 1823 | D-5-75-121-17 Wikidata | weitere Bilder |
| Marktplatz 1 (Standort)                                    | Ehemalige Stickerei                               | Satteldachhaus mit Fachwerkobergeschoss, 1780 erbaut | D-5-75-121-18 Wikidata | weitere Bilder |
| Marktplatz 2 (Standort)                                    | Ehemaliger Gasthof, jetzt Post                    | zweigeschossiger Mansarddachbau mit Lisenen- und Gesimsgliederung sowie Aufzugszwerchhaus, bezeichnet mit „1803“, Umbau bezeichnet mit „1936“                         | D-5-75-121-19 Wikidata | weitere Bilder |
| Marktplatz 2 (Standort)                                    | Hoftor                                            | Mauer mit rundbogiger Durchfahrt, um 1803 | D-5-75-121-19          | weitere Bilder |
| Marktplatz 6 (Standort)                                    | Gasthof Goldener Hirsch                           | Stattlicher, zweigeschossiger Walmdachbau mit Rundbogenportal, am Hauseck Hirschenskulptur mit Wappenkartusche, 18. Jahrhundert                                       | D-5-75-121-20 Wikidata | weitere Bilder |
| Marktplatz 7 (Standort)                                    | Portaleinfassung                                  | profilierte Steinrahmung mit Sprenggiebel, bezeichnet „1780“ | D-5-75-121-21 Wikidata | weitere Bilder |
| Marktstraße 1 (Standort)                                   | Wohnhaus                                          | Zweigeschossiger Walmdachbau mit Ecklisenen und geohrter Türrahmung, bezeichnet „1734“                                                                                | D-5-75-121-22 Wikidata | weitere Bilder |
| Marktstraße 2 (Standort)                                   | Wohnhaus                                          | Eingeschossiger, giebelständiger Steilsatteldachbau mit verputztem Fachwerkgiebel und Zwerchhaus, 18. Jahrhundert                                                     | D-5-75-121-23 Wikidata | weitere Bilder |
| Marktstraße 2 (Standort)                                   | Hoftor                                            | 18./19. Jh. | D-5-75-121-23 Wikidata | weitere Bilder |
| Marktstraße 3 (Standort)                                   | Lagergebäude                                      | Zweigeschossiger Krüppelwalmdachbau, Hausteingliederung mit Lisenen, Gurtgesims und ehemalige Torbogeneinfassung, bezeichnet „1803“                                   | D-5-75-121-1 Wikidata  | weitere Bilder |
| Marktstraße 4 (Standort)                                   | Wohnhaus                                          | Zweigeschossiger Walmdachbau mit profilierten, im Erdgeschoss zudem geohrten Rahmungen und Eckpilastern, bezeichnet „1742“, Anbau über dem ehemaligen Hoftor, später  | D-5-75-121-24 Wikidata | weitere Bilder |
| Marktstraße 8 (Standort)                                   | Wohnhaus                                          | Zweigeschossiger Giebelbau mit Satteldach und Fachwerkobergeschoss und -giebel, 18./19. Jahrhundert                                                                   | D-5-75-121-25 Wikidata | weitere Bilder |
| Neustädter Straße (Standort)                               | Evangelisch-lutherische Friedhofkirche            | Saalbau mit Walmdach, Lisenengliederung und stark eingezogenem, halbrundem Chor, 1705–06, Chor 1866                                                                   | D-5-75-121-2 Wikidata  | weitere Bilder |
| Neustädter Straße (Standort)                               | Friedhof                                          | Mit Grabmälern des 18. und 19. Jahrhunderts | D-5-75-121-2 Wikidata  | weitere Bilder |
| Neustädter Straße (Standort)                               | Aussegnungshalle                                  | Eingeschossiger Walmdachbau mit Arkadenvorhalle, 19./frühes 20. Jahrhundert                                                                                           | D-5-75-121-2 Wikidata  | weitere Bilder |
| Neustädter Straße (Standort)                               | Friedhofsmauer                                    | 19. Jahrhundert | D-5-75-121-2 Wikidata  | weitere Bilder |
| Nürnberger Straße 5 (Standort)                             | Türsturz und Keilstein in der ehemaligen Schmiede | Bezeichnet „1748“ | D-5-75-121-26 Wikidata | weitere Bilder |
| Schlotfegergasse 9 (Standort)                              | Ehemaliges Forsthaus                              | Zweigeschossiger Satteldachbau mit Schopfwalmen und Zwerchhaus, modern bezeichnet „1755“                                                                              | D-5-75-121-62 Wikidata | weitere Bilder |
| Sparkassenplatz 12 (Standort)                              | Wohnhaus                                          | Zweigeschossiger Halbwalmdachbau mit Außentreppe, Zwerchhaus und Hausteingliederung mit Ecklisenen, Gurtgesimsen, Rahmungen und aufwendigem Portal, bezeichnet „1783“ | D-5-75-121-28 Wikidata | weitere Bilder |
| Sparkassenplatz 12 (Standort)                              | Nebengebäude                                      | Zweigeschossiger Halbwalmdachbau mit Eckquaderung, zweite Hälfte 18. Jahrhundert, zu Torhaus mit stichbogiger Durchfahrt umgebaut, bezeichnet „1852“                  | D-5-75-121-28 Wikidata | weitere Bilder |
| An der Straße nach Schauerberg                             | Steinkreuz                                        | Spätmittelalterlich; nicht nachqualifiziert, im Bayerischen Denkmal-Atlas nicht kartiert                                                                              | D-5-75-121-30          | BW             |

### Brunn
| Lage | Objekt                                                                      | Beschreibung | Akten-Nr.              | Bild           |
| --- | --------------------------------------------------------------------------- | --- | ---------------------- | -------------- |
| Albacher Seiten, Kreisstraße NEA 11, Vogelherd, Röten, Am Mühlberg, Marbach, Neustädter Wegfeld, Babenberg, Mönchswald, NEA 22, Eichenbühl (Standort) | Grenzsteine des ehemals Gräflich Pücklerschen Hochgerichtssprengels         | Von ehemals 58 Steinen sind 16 erhalten, relativ breite Sandsteinmonolithe, 1753, Nr. 1, Stumpf, vermutlich etwas versetzt, Nr. 5, stark verwittert, Nr. 6, stark verwitterter Stumpf, Nr. 9, Stele, Nr. 12, kürzere Stele, Nr. 14, halb liegender Stumpf, Nr. 21, Stele, Nr. 22, Stele, Nr. 24, verwitterter Stumpf, Nr. 26, Stele, Nr. 28, angewitterter Stumpf, Nr. 33, Stumpf, Nr. 34, Stele, Nr. 38, Stele, Nr. 45, kurze angewitterte Stele, Nr. 58, verwitterter Stumpf | D-5-75-121-36 Wikidata | weitere Bilder |
| Am Schloß 2 (Standort) | Ehemaliges Schloss, sogenanntes Neues Schloss                               | Dreigeschossiger Massivbau mit Mansardwalmdach sowie Gesims- und Lisenengliederung, quergestellt zweigeschossiger Mansarddachbau, verm. von Johann David Steingruber, 1753 | D-5-75-121-34 Wikidata | weitere Bilder |
| Nähe Am Schloß (Standort) | Scheune                                                                     | Sandsteinquaderbau mit Satteldach, Mitte 19. Jahrhundert | D-5-75-121-34 Wikidata | weitere Bilder |
| Am Schloß 3 (Standort) | Altes Schloss                                                               | Rundturm und zwei Satteldachbauten, im Kern 1525/1553 und 18./19. Jahrhundert | D-5-75-121-33 Wikidata | weitere Bilder |
| (Standort) | Sieben Grenzsteine des ehemaligen Gräflich Pücklerschen Niederjagddistrikts | 1746 (Lage); nicht nachqualifiziert, im Bayerischen Denkmal-Atlas nicht kartiert | D-5-75-121-35 Wikidata | BW             |
| Kirchstraße 8 (Standort) | Evangelisch-lutherische Pfarrkirche St. Georg                               | 1724, über mittelalterlichem Kern; mit Ausstattung | D-5-75-121-32 Wikidata | weitere Bilder |

### Buchklingen
| Lage                                       | Objekt                                   | Beschreibung                                                                 | Akten-Nr.              | Bild           |
| ------------------------------------------ | ---------------------------------------- | ---------------------------------------------------------------------------- | ---------------------- | -------------- |
| Burgstall (Standort)                       | Weiher und Fundamentreste einer Turmburg | Spätmittelalterlich; nicht nachqualifiziert                                  | D-5-75-121-37 Wikidata | BW             |
| In Buchklingen, bei Haus Nr. 8 (Standort)  | Ehemalige Zehntscheune                   | Bruchsteinbau mit Krüppelwalm, wohl 18. Jahrhundert                          | D-5-75-121-63 Wikidata | weitere Bilder |
| In Buchklingen, bei Haus Nr. 17 (Standort) | Scheune                                  | Sehr stattlicher Bruchsteinbau, wohl 18. Jahrhundert; nicht nachqualifiziert | D-5-75-121-64 Wikidata | BW             |

### Dürrnbuch
| Lage                    | Objekt                                          | Beschreibung                                                                 | Akten-Nr.              | Bild           |
| ----------------------- | ----------------------------------------------- | ---------------------------------------------------------------------------- | ---------------------- | -------------- |
| In Dürrnbuch (Standort) | Evangelisch-lutherische Filialkirche St. Kilian | Chorturmkirche, bezeichnet 1492, Turmaufbau 17. Jahrhundert; mit Ausstattung | D-5-75-121-38 Wikidata | weitere Bilder |
| In Dürrnbuch (Standort) | Kirchhofmauer                                   |                                                                              | D-5-75-121-38 Wikidata | BW             |

### Elgersdorf
| Lage | Objekt         | Beschreibung | Akten-Nr.              | Bild           |
| --- | -------------- | --- | ---------------------- | -------------- |
| Elgersdorf 13 (Standort) | Wohnstallhaus  | Eingeschossiger Massivbau mit steilem Satteldach, breiten Ecklisenen, Gurtgesims und geohrten Rahmungen aus Haustein, bezeichnet mit „1745“ | D-5-75-121-40 Wikidata | weitere Bilder |
| Elgersdorf 36, zwischen Hagenbüchach und Gunzendorf an der Nordseite der Bahnstrecke bei Bahnkilometer 19,8, an Bahneinschnitt in Wasserscheide zwischen zwei Affluenten der Rednitz (Standort) | Bahnwärterhaus | Zweigeschossiger Massivbau mit flachgeneigtem Satteldach und Sohlbankgesims, um 1860                                                        | D-5-75-121-65 Wikidata | BW             |
| Alter Postweg, am Weg nach Emskirchen (Standort) | Steinkreuz     | Mit kurzen Kreuzarmen und verwitterter Oberfläche, Sandstein, nachmittelalterlich                                                           | D-5-75-121-41 Wikidata | BW             |

### Gunzendorf
| Lage                              | Objekt     | Beschreibung                                                                             | Akten-Nr.              | Bild           |
| --------------------------------- | ---------- | ---------------------------------------------------------------------------------------- | ---------------------- | -------------- |
| Gunzendorf 3 (Standort)           | Gasthaus   | Halbwalmdachhaus mit Fachwerkobergeschoss, 1851                                          | D-5-75-121-42 Wikidata | weitere Bilder |
| In der Waldabteilung Winterrangen | Steinkreuz | Spätmittelalterlich; nicht nachqualifiziert, im Bayerischen Denkmal-Atlas nicht kartiert | D-5-75-121-43 Wikidata | BW             |

### Hohholz
| Lage                                | Objekt                                                                    | Beschreibung                                                              | Akten-Nr.              | Bild           |
| ----------------------------------- | ------------------------------------------------------------------------- | ------------------------------------------------------------------------- | ---------------------- | -------------- |
| (Standort)                          | 41 Grenzsteine des ehemaligen Gräflich Pücklerschen Hochgerichtssprengels | 1753; nicht nachqualifiziert, im Bayerischen Denkmal-Atlas nicht kartiert | D-5-75-121-45 Wikidata | BW             |
| Hohholzer Hauptstraße 10 (Standort) | Ehemaliges Rittergut                                                      | Walmdachhaus mit Fachwerkobergeschoss, 17./18. Jahrhundert                | D-5-75-121-44 Wikidata | BW             |
| Hohholzer Hauptstraße 10 (Standort) | Ehemaliges Rittergut: Stall                                               |                                                                           | D-5-75-121-44 Wikidata | weitere Bilder |
| Hohholzer Hauptstraße 10 (Standort) | Ehemaliges Rittergut: Scheune                                             |                                                                           | D-5-75-121-44 Wikidata | weitere Bilder |
| Hohholzer Hauptstraße 10 (Standort) | Ehemaliges Rittergut: Einfriedung                                         |                                                                           | D-5-75-121-44 Wikidata | weitere Bilder |

### Mausdorf
| Lage | Objekt | Beschreibung                               | Akten-Nr.     | Bild |
| --- | ------ | ------------------------------------------ | ------------- | ---- |
| Grüner Graben; Hagenbüchacher Weg an den Herbstwiesenäckern; an der alten Fahrstraße nach Hagenbüchbach (Standort) | Brücke | Einbogige Sandsteinquaderbrücke, bez. 1798 | D-5-75-121-70 | BW   |

### Neidhardswinden
| Lage                          | Objekt                                                   | Beschreibung                                                 | Akten-Nr.              | Bild           |
| ----------------------------- | -------------------------------------------------------- | ------------------------------------------------------------ | ---------------------- | -------------- |
| Neidhardswinden 4 (Standort)  | Steinkreuz                                               | Spätmittelalterlich                                          | D-5-75-121-48          | BW             |
| Neidhardswinden 6 (Standort)  | Gasthaus                                                 | Walmdachbau, Sandsteinquader, bezeichnet „1766“              | D-5-75-121-47 Wikidata | weitere Bilder |
| Neidhardswinden 48 (Standort) | Evangelisch-lutherische Pfarrkirche St. Johannes Baptist | Chorturmkirche, im Kern 14./15. Jahrhundert; mit Ausstattung | D-5-75-121-46 Wikidata | weitere Bilder |
| Neidhardswinden 48 (Standort) | Kirchhofmauer                                            | Bezeichnet „1742“                                            | D-5-75-121-46 Wikidata | BW             |

### Neuschauerberg
| Lage | Objekt              | Beschreibung                                         | Akten-Nr.              | Bild           |
| --- | ------------------- | ---------------------------------------------------- | ---------------------- | -------------- |
| Neuschauerberg 18 (Standort)                                                                               | Schauerberger Mühle | Walmdachhaus mit Aufzugsgaube, bezeichnet mit „1736“ | D-5-75-121-49 Wikidata | weitere Bilder |
| am südlichen Ortsausgang nahe der Schauerberger Mühle, am Beginn der Straße nach Altschauerberg (Standort) | Drei Steinkreuze    | Sandstein, spätmittelalterlich                       | D-5-75-121-50 Wikidata | weitere Bilder |

### Oberniederndorf
| Lage                        | Objekt                              | Beschreibung                                                  | Akten-Nr.              | Bild           |
| --------------------------- | ----------------------------------- | ------------------------------------------------------------- | ---------------------- | -------------- |
| Am Aurachgrund 2 (Standort) | Mühle, Fachwerkhaus mit Mühlenanbau | 17. Jahrhundert                                               | D-5-75-121-52 Wikidata | weitere Bilder |
| Am Aurachgrund 2 (Standort) | Mühle, Stallgebäude                 | Mit Fachwerkobergeschoss, 17. Jahrhundert, 1934 rekonstruiert | D-5-75-121-52 Wikidata | BW             |
| Aurach (Standort)           | Brücke über die Aurach              | Bezeichnet „1768“                                             | D-5-75-121-53 Wikidata | BW             |

### Pirkach
| Lage                                 | Objekt     | Beschreibung        | Akten-Nr.     | Bild                                                                                               |
| ------------------------------------ | ---------- | ------------------- | ------------- | -------------------------------------------------------------------------------------------------- |
| Pirkach (bei Haus Nr. 36) (Standort) | Steinkreuz | spätmittelalterlich | D-5-75-121-54 | [[Vorlage:Bilderwunsch/code!/C:49.535674,10.79052!/D:Pirkach (bei Haus Nr. 36), Steinkreuz!/\|BW]] |

### Rennhofen
| Lage                    | Objekt                                              | Beschreibung                                                                                    | Akten-Nr.              | Bild           |
| ----------------------- | --------------------------------------------------- | ----------------------------------------------------------------------------------------------- | ---------------------- | -------------- |
| In Rennhofen (Standort) | Evangelisch-lutherische Filialkirche St. Margaretha | Chorturmkirche, im Kern mittelalterlich, 1687 und im 19. Jahrhundert erweitert; mit Ausstattung | D-5-75-121-55 Wikidata | weitere Bilder |

### Riedelhof
| Lage                      | Objekt                        | Beschreibung                          | Akten-Nr.              | Bild |
| ------------------------- | ----------------------------- | ------------------------------------- | ---------------------- | ---- |
| Riedelhof 1, 2 (Standort) | Gutshof, zwei Wohnstallhäuser | Pfeilerportale, Mitte 18. Jahrhundert | D-5-75-121-56 Wikidata | BW   |

### Schneemühle
| Lage                          | Objekt    | Beschreibung                     | Akten-Nr.              | Bild |
| ----------------------------- | --------- | -------------------------------- | ---------------------- | ---- |
| Schneemühle 14, 15 (Standort) | Wohnhaus  | bezeichnet mit „1724“            | D-5-75-121-57 Wikidata | BW   |
| Schneemühle 14, 15 (Standort) | Mühlenbau | bezeichnet mit „1822“ und „1859“ | D-5-75-121-57 Wikidata | BW   |
| Schneemühle 14, 15 (Standort) | Stall     | bezeichnet mit „1789“            | D-5-75-121-57 Wikidata | BW   |

### Sixtmühle
| Lage                   | Objekt         | Beschreibung                     | Akten-Nr.              | Bild           |
| ---------------------- | -------------- | -------------------------------- | ---------------------- | -------------- |
| Sixtmühle 1 (Standort) | Mühle          | Satteldachbau, bezeichnet „1766“ | D-5-75-121-58 Wikidata | weitere Bilder |
| Sixtmühle 1 (Standort) | Hammerschmiede | Quaderbau von 1863               | D-5-75-121-58 Wikidata | BW             |

### Tanzenhaid
| Lage                    | Objekt                                | Beschreibung                                | Akten-Nr.              | Bild |
| ----------------------- | ------------------------------------- | ------------------------------------------- | ---------------------- | ---- |
| Tanzenhaid 3 (Standort) | Hofhaus eines ehemaligen Herrensitzes | Mit Fachwerkgiebel, im Kern 18. Jahrhundert | D-5-75-121-59 Wikidata | BW   |
| Tanzenhaid 8 (Standort) | Forsthaus                             | Frackdachhaus, bezeichnet „1802“            | D-5-75-121-60 Wikidata | BW   |

### Wulkersdorf
| Lage                     | Objekt           | Beschreibung      | Akten-Nr.              | Bild |
| ------------------------ | ---------------- | ----------------- | ---------------------- | ---- |
| Wulkersdorf 1 (Standort) | Halbwalmdachhaus | Bezeichnet „1847“ | D-5-75-121-61 Wikidata | BW   |

## Ehemalige Baudenkmäler
In diesem Abschnitt sind Objekte aufgeführt, die früher einmal in der Denkmalliste eingetragen waren, jetzt aber nicht mehr. Objekte, die in anderem Zusammenhang – also z. B. als Teil eines Baudenkmals – weiter eingetragen sind, sollen hier nicht aufgeführt werden. Aktennummern in diesem Abschnitt sind ehemalige, jetzt nicht mehr gültige Aktennummern.

| Lage                                                            | Objekt     | Beschreibung          | Akten-Nr.              | Bild |
| --------------------------------------------------------------- | ---------- | --------------------- | ---------------------- | ---- |
| Emskirchen Schlotfegergasse 15 (Standort)                       | Türrahmung | Bezeichnet mit „1745“ | D-5-75-121-27 Wikidata | BW   |
| Dürrnbuch An der östlichen Abzweigung des Weges nach Plankstatt | Grenzstein | 18. Jahrhundert       | D-5-75-121-39          | BW   |